# Протерозой
Протерозойский эон, протерозой (др.-греч. πρότερος «первый, старший» + ζωή «жизнь») — геологический эон, охватывающий период от 2500 до 538,8 ±0,6 млн лет назад. Пришёл на смену архею и сменился фанерозоем. Самый длительный эон в истории Земли, длившийся 1961 млн лет. В русскоязычных энциклопедиях XX века иногда описывается как протерозойская эра, эозойская эра или эозойская группа
Протерозой характеризуется колоссальными изменениями в биосфере, атмосфере и литосфере Земли. Если в предыдущем архее атмосфера практически не содержала свободный кислород, то уже в начале протерозоя (2460 млн лет назад) происходит Великое кислородное событие, в результате которого процент кислорода в атмосфере увеличился до 2% (то есть 10% от нынешнего уровня). За этим увеличением последовало первое в истории Земли массовое вымирание — Кислородная катастрофа, поскольку вся жизнь тогда была ещё анаэробной (то есть бескислородной). Ещё одним последствием этой катастрофы стало Гуронское оледенение, продлившееся около 300 млн лет и ставшее самым долгим в истории планеты. Около 2,1 млрд лет назад появились первые эукариоты, в том числе многоклеточные (Франсвильская биота).
Около 2100—1800 млн лет назад насыщение атмосферы кислородом закончилось, а сама планета находилась в относительной тектонической и климатической стабильности в течение около миллиарда лет. Этот период (1800—~800 млн лет назад) известен как Скучный миллиард. Именно в это время появились первые водоросли (например, красные), а также возникли мейоз и половое размножение. Около 1 миллиарда лет назад возникли первые грибы, а чуть позже (около 665 млн лет назад) и первые животные. 850 млн лет назад началось неопротерозойское кислородное событие, за которым 717 млн лет назад последовало Стертское, а затем и Мариноанское оледенение. Считается, что льды достигали экватора, поэтому эти оледенения известны как «Земля-снежок». В последний период протерозоя, эдиакарский, появилась первая достоверно известная фауна многоклеточных животных — эдиакарская биота.

## Периодизация
Протерозой делится на 3 эры:
- палеопротерозой;
- мезопротерозой;
- неопротерозой.

### В российской шкале
В российской стратиграфической шкале протерозой тоже присутствует, но является не эоном, а акроном — более высоким делением (таким же делением является ещё и архей). Протерозой поделён на два эона: нижнепротерозойский или карельский (от 2500 до 1650 млн лет назад) и верхнепротерозойский (от 1650 до 535 млн лет назад). Карельский эон подразделяется на две эры (в скобках длительность в млн лет): нижнекарельская (2500—2100) и верхнекарельская (2100—1650). В состав верхнего протерозоя входит рифей (1650—600 млн лет назад), который имеет статус подэона и делится на три эры (см. ниже). Завершает протерозой вендский период (600—535 млн лет назад).

Российская стратиграфическая шкала для протерозоя
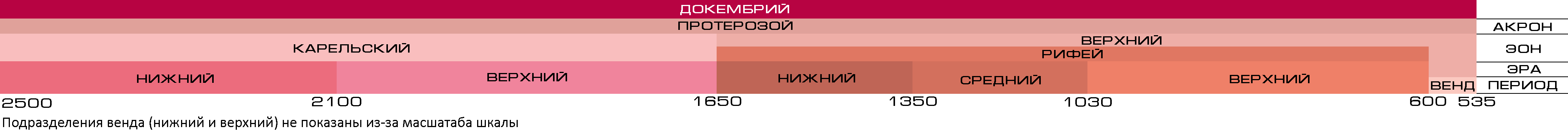

## Наиболее значимые события
- Кислородная катастрофа в палеопротерозое, появление озонового слоя[источник не указан 4285 дней] планеты. Ранее существовало предположение, что через 600 млн лет после начала протерозоя, около 2 млрд лет назад, содержание кислорода достигло так называемой «точки Пастера»[источник не указан 4285 дней] — около 1 % от его содержания в современной нам атмосфере. Ученые считают, что такая концентрация кислорода достаточна для того, чтобы обеспечить устойчивую жизнедеятельность одноклеточных аэробных организмов. Сейчас, однако, доказано, что не позднее 2,4 млрд лет назад содержание кислорода в атмосфере уже достигло примерно 10 % от современного — произошла кислородная катастрофа[источник не указан 4285 дней][неавторитетный источник][21][нет в источнике].
- Формирование современного объёма мирового океана[22].
- Наиболее длительное в истории Земли гуронское оледенение (2,4—2,1 млрд лет назад); несколько эпох глобального оледенения в позднем неопротерозое.
- Появление многоклеточных организмов: губки, грибы.

- Результатом жизнедеятельности прокариот (бактерий и одноклеточных водорослей, живших, по-видимому, и на суше, в плёнках воды между минеральными частицами в зонах частичного затопления вблизи водоёмов) стало образование почвы.

- Обнаружение на Кольском полуострове микрофоссилий Petsamomyces polymorphus[23], не позволяющие точно определить видовую принадлежность: гриб или цианобактерия.

### Земля-снежок
В результате естественной эволюции Солнце давало все больше света в архее и протерозое, светимость Солнца повышается на 6 % каждый миллиард лет:165. В результате Земля стала получать больше тепла от Солнца в протерозое. Тем не менее Земля не нагревается. Вместо этого геологическая летопись показывает, что в начале протерозоя Земля значительно охлаждается. Ледниковые отложения, найденные в Южной Африке, датируются 2,2 млрд лет, а данные палеомагнитных измерений указывают на их положение в районе экватора. Таким образом, оледенение, известное как Гуронское, возможно, было глобальным. Некоторые учёные предполагают, что это и последующие протерозойские ледниковые периоды были настолько серьёзными, что планета была полностью заморожена от полюсов до экватора. Эта гипотеза называется Земля-снежок.
Ледниковый период около 2,3 млрд лет назад мог быть непосредственно вызван увеличением концентрации кислорода в атмосфере, что привело к уменьшению содержания метана (CH4). Метан является сильным парниковым газом, но с кислородом реагирует с образованием CO2 — менее эффективного парникового газа:172. Когда свободный кислород появился в атмосфере, концентрация метана могла резко снизиться, что привело к уменьшению парникового эффекта и похолоданию.

### Скучный миллиард
Промежуток от 1,8 до 0,72 млрд лет назад примечателен тектонической и климатической стабильностью, низким уровнем кислорода в атмосфере и очень медленной эволюцией живых организмов, откуда и название.
Скучный миллиард охватывает статерийский период палеопротерозоя, весь мезопротерозой и тонийский период неопротерозоя.

## Название
Эозой, эозойский период (др.-греч. ἕως — «заря», эозой — «заря жизни») — ныне устаревший термин, предложенный в 1865 году немецким геологом Бернгардом Котта (1808—1879), профессором Фрейбергской Горной Академии, в книге «Геология нашего времени» в качестве элемента геохронологической шкалы. Использовался Джоном Доусоном для обозначения всех докембрийских образований, главным образом протерозойских. Собственно термин «протерозой» был введён в 1888 году Э. Эммонсом
.

## Полезные ископаемые
Ранний протерозой был временем выдающегося железорудного накопления (например, Кривой Рог, Курская магнитная аномалия).
На юге Африки в это же время образовывались золото-урано-пиритовые конгломераты.
Поздний протерозой известен железными рудами (например, Урал), медно-полиметаллическими рудами (например, Австралия), а также урановыми, кобальтовыми, медными, оловянными рудами.